# Dodge Kahuna

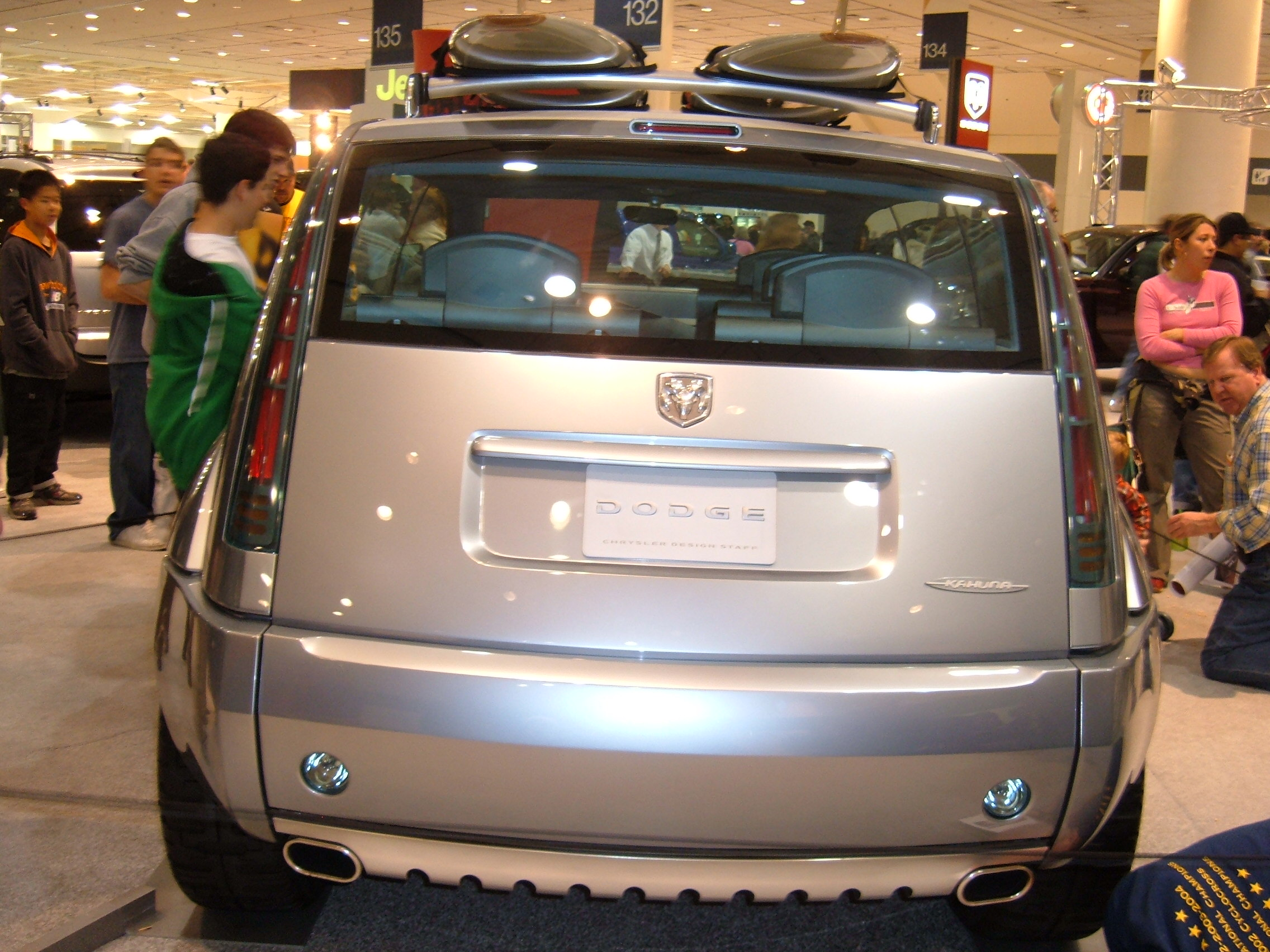
Heckansicht

Der Dodge Kahuna ist ein Konzeptfahrzeug des US-amerikanischen Automobilherstellers Dodge, das 2003 gemeinsam mit dem Dodge Avenger Concept auf der Detroit Auto Show vorgestellt wurde.
Der Wagen wurde speziell auf Sportsurfer zugeschnitten und besitzt deshalb auch sechs Sitzplätze in drei Sitzreihen, die variabel nutzbar sind. Zwei der Sitzreihen lassen sich mit wenigen Handgriffen in vollwertige Tische verwandeln. Außerdem verfügt der Wagen über einen „Stow ´N Go“ genannten Laderaum, der sich unterhalb der Sitze erstreckt.
Das Äußere des Wagens fällt vor allem durch seine aus Vogelaugenahorn bestehenden seitlichen Holzplanken auf, das Dach besteht aus einer silbergrauen Plane, die sich von der B-Säule bis zum hinteren Stoßfänger akkordeonartig zurückfalten lässt. Sämtliche Seitenfenster sind rahmenlos und lassen sich komplett in den Türen versenken. Außerdem verfügt das Fahrzeug über 22-Zoll-Räder, die deutlich größer sind als bei anderen Fahrzeugen dieser Klasse.
Unter der Haube des vorderradbetriebenen Kahuna arbeitet ein 2,4 Liter großer Turbomotor mit 160 kW (218 PS), der seine Kraft mit Hilfe eines 4-Gang-Automatikgetriebes auf die Straße bringt.